# Tscharna Rayss
Tscharna Rayss (1890-1965) fue un científico, micólogo, algólogo, botánico, y explorador israelí.

## Algunas publicaciones
- t. Rayss. 1915. Le coelastrum proboscideum Bohl. Univ. de Genève. Inst. de botanique 5 ( 2) de Beiträge zur Kryptogamenflora der Schweiz, 65 pp.

- t. Săvulescu, t. Rayss. 1928. Un parasite des pins peu connu en Europe Neopeckia coulteri (Peck) Sacc. Ann. des Épiphyties 14 (4): 322-353

- -----------------, ----------. 1929. Une maladie du Pinus pumilio dans les Carpathes. Revue de pathologie Végétale et d’Entomologie Agricole 16 (2): 65-68

- -----------------, ----------. 1930. Contribution à la connaissance des Péronosporacées de Roumanie. Ann. Mycologici 28 (3-4): 297-320, 15 figs.

- -----------------, ----------. 1932. Nouvelle contribution à la connaissance des Péronosporacées de Roumanie. Ann. Mycologici 30 (3-4): 354-385

- -----------------, ----------. 1935. Contribution à l’étude de la mycoflore de Palestine. Ann. de Cryptogamie Exotique 8: 49-87

- t. Rayss. 1943. Contribution à l’étude des deutéromycètes de Palestine. Palestine J. of Botany Series J 3: 22-51, 1 pl. 4 figs.

- -----------. 1945. Nouvelle contribution à l’étude de la mycoflore de Palestine. 3ª parte. Palestine J. of Botany Series J 3: 151-166, 8 figs.

- -----------. 1946. Contribution à la flore mycologique du Proche Orient. Bull. Trimestriel de la Société Mycologique de France 62: 5-41

- -----------. 1947. Nouvelle contribution à l’étude de la mycoflore de Palestine. 4ª parte. Palestine J. of Botany Series J 4: 59-76

- -----------. 1950. Nouvelle contribution à l’étude de la mycoflore de Palestine. 5ª parte. Palestine J. of Botany Series J 5: 17-27, 2 figs.

- -----------. 1952. Étude de quelques ustilaginées recoltées en Palestine. Palestine J. of Botany Series J 5 (4): 229-236

- -----------. 1953. Nouvelle contribution à l’étude de la mycoflore de Palestine. 6ª parte. Palestine J. of Botany Series J 6 (1): 37-46

- -----------. 1955. Nouvelle contribution à l’étude des deuteromycètes de Palestine. Bull. of the Res. Counc. Israel Sect. D 5 (1): 37-46

- -----------, s. Borut. 1958. Contribution to the knowledge of soil fungi in Israel. Mycopathologia et Mycologia Applicata 10: 142-176

- d.m. Dring, t. Rayss. 1964. The gasteromycete fungi of Israel. Israel J. of Botany 12 (4): 147-178, 7 pls (16 figs), 5 figs.

- La abreviatura «Rayss» se emplea para indicar a Tscharna Rayss como autoridad en la descripción y clasificación científica de los vegetales.[3]